# Acyrtops beryllinus
Acyrtops beryllinus is een  straalvinnige vissensoort uit de familie van schildvissen (Gobiesocidae). De wetenschappelijke naam van de soort is voor het eerst geldig gepubliceerd in 1927 door Hildebrand & Ginsburg.